# Équipe d'Allemagne de football au Championnat d'Europe 2008
Cet article relate le parcours de l’équipe d'Allemagne de football lors du championnat d'Europe de football 2008 qui a lieu du 7 au 29 juin 2008 en Autriche et en Suisse.

## Matchs de préparation
- Allemagne -  Biélorussie : 2-2
- Allemagne -  Serbie : 2-1

## Effectif
Le 28 mai 2008, le sélectionneur, Joachim Löw, a annoncé une liste composée de vingt-trois joueurs pour l'Euro.
| Numéro / Nom | Numéro / Nom           | Equipe actuelle          | Date de naissance | Âge             | J.              | Buts            |                 |                 |                 |
| Gardiens de but | Gardiens de but        | Gardiens de but          | Gardiens de but   | Gardiens de but | Gardiens de but | Gardiens de but | Gardiens de but | Gardiens de but | Gardiens de but |
| --- | ---------------------- | ------------------------ | ----------------- | --------------- | --------------- | --------------- | --------------- | --------------- | --------------- |
| 1 | Jens Lehmann           | VfB Stuttgart            | 10.11.1969        | 38 ans          | 6               | 0               | 0               | 0               | 0               |
| 12 | Robert Enke            | Hanovre 96               | 24.08.1977        | 30 ans          | 0               | 0               | 0               | 0               | 0               |
| 23 | René Adler             | Bayer Leverkusen         | 15.01.1985        | 23 ans          | 0               | 0               | 0               | 0               | 0               |
| Défenseurs |                        |                          |                   |                 |                 |                 |                 |                 |                 |
| 2 | Marcell Jansen         | Bayern Munich            | 04.11.1985        | 22 ans          | 5               | 0               | 0               | 0               | 0               |
| 3 | Arne Friedrich         | Hertha BSC Berlin        | 29.05.1979        | 29 ans          | 4               | 0               | 0               | 0               | 0               |
| 4 | Clemens Fritz          | Werder Brême             | 07.12.1980        | 27 ans          | 4               | 0               | 0               | 0               | 0               |
| 5 | Heiko Westermann       | Schalke 04               | 14.08.1983        | 24 ans          | 0               | 0               | 0               | 0               | 0               |
| 16 | Philipp Lahm           | Bayern Munich            | 11.11.1983        | 24 ans          | 6               | 1               | 0               | 0               | 0               |
| 17 | Per Mertesacker        | Werder Brême             | 29.09.1984        | 23 ans          | 6               | 0               | 0               | 0               | 0               |
| 21 | Christoph Metzelder    | Real Madrid              | 05.11.1980        | 27 ans          | 6               | 0               | 0               | 0               | 0               |
| Milieux de terrain |                        |                          |                   |                 |                 |                 |                 |                 |                 |
| 6 | Simon Rolfes           | Bayer Leverkusen         | 21/01/1982        | 26 ans          | 2               | 0               | 0               | 0               | 0               |
| 7 | Bastian Schweinsteiger | Bayern Munich            | 13/02/1984        | 28 ans          | 5               | 2               | 1               | 0               | 0               |
| 8 | Torsten Frings         | Werder Brême             | 22/11/1976        | 31 ans          | 5               | 0               | 0               | 0               | 0               |
| 13 | Michael Ballack        | Chelsea                  | 26/09/1976        | 31 ans          | 6               | 2               | 0               | 0               | 0               |
| 14 | Piotr Trochowski       | Hambourg SV              | 02/05/1980        | 28 ans          | 0               | 0               | 0               | 0               | 0               |
| 15 | Thomas Hitzlsperger    | VfB Stuttgart            | 05/04/1982        | 26 ans          | 5               | 0               | 0               | 0               | 0               |
| 18 | Tim Borowski           | Werder Brême             | 02/05/1980        | 28 ans          | 2               | 0               | 0               | 0               | 0               |
| 19 | David Odonkor          | Betis Séville            | 21/02/1984        | 24 ans          | 1               | 0               | 0               | 0               | 0               |
| Attaquants |                        |                          |                   |                 |                 |                 |                 |                 |                 |
| 22 | Kevin Kurányi          | Schalke 04               | 05.11.1983        | 24 ans          | 3               | 0               | 0               | 0               | 0               |
| 10 | Oliver Neuville        | Borussia Mönchengladbach | 01.05.1973        | 35 ans          | 1               | 0               | 0               | 0               | 0               |
| 11 | Miroslav Klose         | Bayern Munich            | 09.06.1978        | 30 ans          | 6               | 2               | 0               | 0               | 0               |
| 9 | Mario Gómez            | VfB Stuttgart            | 10.07.1985        | 23 ans          | 4               | 0               | 0               | 0               | 0               |
| 20 | Lukas Podolski         | Bayern Munich            | 04.06.1985        | 23 ans          | 6               | 3               | 0               | 0               | 0               |
| Sélectionneur |                        |                          |                   |                 |                 |                 |                 |                 |                 |
| | Joachim Löw            |                          | 03/02/1960        | 48 ans          |                 |                 |                 |                 |                 |
| Réserve Joueurs qui n'ont pas participé au stage d'entraînement mais qui pouvaient faire office de remplaçants jusqu'au 8 juin |                        |                          |                   |                 |                 |                 |                 |                 |                 |

## Résultats

### Premier tour: groupe B
| Date         | Équipe 1  | Équipe 2  | Résultat | Buteurs                                  |
| 8 juin 2008  | Allemagne | Pologne   | 2-0      | Podolski (20e, 73e)                      |
| 12 juin 2008 | Allemagne | Croatie   | 1-2      | Podolski (79e) \| Srna (23e), Olić (62e) |
| 16 juin 2008 | Autriche  | Allemagne | 0-1      | Ballack (49e)                            |

L'Allemagne termine cette phase de poule en deuxième position de son groupe derrière la Croatie contre qui la Mannschaft a perdu 2-1. Elle clot ce premier tour avec un bilan de deux victoires, une défaite, 4 buts marqués et 2 encaissés.
L'équipe de Joachim Löw est donc qualifiée pour les quarts de finale où elle aura pour adversaire le finaliste de la dernière édition : le Portugal, ce dernier ayant fini premier du groupe A.

### Quart de finale
| Date         | Équipe 1 | Équipe 2  | Résultat | Buteurs                                                                                    |
| 19 juin 2008 | Portugal | Allemagne | 2-3      | Nuno Gomes (40e), Helder Postiga (87e) \| Schweinsteiger (22e), Klose (26e), Ballack (62e) |

L'Allemagne se qualifie pour les demi-finales de cet Euro en éliminant le Portugal (qui était l'un des grands favoris de cette compétition) à la suite d'un match d'un excellent niveau. Face à des Portugais très techniques, les Allemands ont réussi à faire parler leur physique en inscrivant deux buts sur coup franc et en marquant à deux reprises dans les trente premières minutes.

### Demi-finale
| Date         | Équipe 1  | Équipe 2 | Résultat | Buteurs                                                                     |
| 25 juin 2008 | Allemagne | Turquie  | 3-2      | Schweinsteiger (26e), Klose (79e), Lahm (90e) \| Boral (22e), Şentürk (86e) |

Le réalisme allemand rapporte : 3 buts en seulement 4 tirs cadrés.

### Finale
| Date         | Équipe 1 | Équipe 2  | Résultat | Buteurs      |
| 29 juin 2008 | Espagne  | Allemagne | 1-0      | Torres (33e) |